# Seznam osebnosti iz Občine Šmarje pri Jelšah
Seznam osebnosti iz Občine Šmarje pri Jelšah vsebuje osebnosti, ki so se tu rodile, delovale ali umrle.

## Religija
- Mihael Zagajšek, duhovnik, slovničar in slovaropisec (1739, Zagaj pri Ponikvi – 1827, Šentvid pri Grobelnem)
- Andrej Reya, duhovnik in katehetski pisec (1752, Krmin – 1830, Šmarje pri Jelšah)
- Anton Wolf, duhovnik in leksikograf (1802, Šempeter v Savinjski dolini – 1871, Kristan Vrh)
- Jožef Ulaga, duhovnik, zbiratelj narodnopisnega gradiva in nabožni pisatelj (1815, Podsreda – 1892, Šentvid pri Grobelnem)

## Književnost
- Jakob Strašek, pesnik in duhovnik (1796, Kristan Vrh – 1830, Kristan Vrh)
- Jakob Sket, pisatelj, pedagog in urednik (1852, Mestinje – 1912, Trnja vas pri Celovcu)
- Janez Krstnik Vreže, nabožni pisatelj (1862, Belo, Šmarje pri Jelšah – 1943, Maribor)
- Jakob Palir, nabožni pisatelj (1866, Zibika – 1957, Dobrina, Šentjur)

## Kultura
- Vekoslav Strmšek, šolnik in narodni delavec (1864, Dogoše – 1907, Kristan Vrh)
- Marica Strnad Cizerlj, učiteljica, pesnica, publicistka in feministka (1872, Šmarje pri Jelšah – 1953, Novo mesto)
- Jurče Vreže, zborovodja (1906, Šmarje pri Jelšah – 1987, Celje)
- Stanko Strašek, kulturnoprosvetni delavec in časnikar (1917, Zibika – 1968, Malinska)
- Alois Hergouth, avstrijski pesnik slovenskega rodu; nekaj časa je preživel na Sladki Gori, napisal je tudi knjigo O Sladka Gora! (1925, Gradec – 2002, Gradec)
- Stanko Jost, filmski režiser, scenarist, prozaist (1944, Zibika – 2022, Celje)

## Humanistika in znanost
- Janez Krumpak, duhovnik, sodelavec pri izdaji prve slovenske posvetne pesmarice z melodijami (1804, Kristan Vrh – 1862, Galicija, Žalec)
- Anton Aškerc, pesnik, duhovnik in aktivist, služboval je v Šmarju pri Jelšah (1856, Rimske Toplice – 1912, Ljubljana)
- Pavel Strmšek, slavist in zgodovinar (1891, Kristan Vrh – 1965, Polzela)
- Jaroslav Šašel, arheolog (1924, Šmarje pri Jelšah – 1988, Ljubljana)
- Anton Rupnik, novinar, diplomat in publicist (1937, Laše)

## Pravo in politika
- Josip Vošnjak, politik, zdravnik in pisatelj, služboval je v Šmarju pri Jelšah (1834, Šoštanj – 1911, Visole)
- Rok Drofenik, politik in publicist (1869, Lemberg pri Šmarju – 1903, Ljubljana)
- Fran Novak, pravnik in politik (1877, Šmarje pri Jelšah – 1944, Dachau)
- Vladimir Knaflič, pravnik in publicist (1888, Šmarje pri Jelšah – 1946, Vis)
- Tone Kropušek, gospodarstvenik in politik (1928, Zibika – 2017)
- Nina Zidar Klemenčič, pravnica (1978)
- Milovan Zidar, politik in agronom (1931, Lemberg pri Šmarju)
- Margareta Guček Zakošek, političarka, direktorica Splošne bolnišnice Celje (1970, Šmarje pri Jelšah)

## Drugo
- Slobodan Šumenjak, jugoslovanski narodni heroj (1923, Šmarje pri Jelšah – 1944, Vaneča)
- Franc Skaza, narodni buditelj in veleposestnik (1838, Šmarje pri Jelšah – 1892, Šmarje pri Jelšah)
- Hugo Tančič, trgovec in mecen (1841, Šmarje pri Jelšah – 1918, Šmarje pri Jelšah)
- Jožef Rakež, zdravnik in pisatelj (1865, Železna Kapla – 1943, Šmarje pri Jelšah)
- Ivo Šorli, pesnik, pisatelj in dramatik, služboval kot notar v Šmarju pri Jelšah  (1877, Podmelec – 1958, Bokalce)
- Bogdan Ferlinc, agronom (1892, Šmarje pri Jelšah – 1980, Celje)
- Martin Čokl, inženir gozdarstva, prejemnik Jesenkovega priznanja (1907, Zibika – 2014, Ljubljana)
- Bogomir Dobovišek, metalurg, dekan FNT (1922, Šmarje pri Jelšah – 1988, Ljubljana)